# Patrimoni dell'umanità del Messico
I patrimoni dell'umanità del Messico sono i siti dichiarati dall'UNESCO come patrimonio dell'umanità in Messico, che è divenuto parte contraente della Convenzione sul patrimonio dell'umanità il 23 febbraio 1984.
Al 2025 i siti iscritti nella Lista dei patrimoni dell'umanità sono trentasei, mentre ventitré sono le candidature per nuove iscrizioni. I primi sei siti iscritti nella lista sono stati nel 1987 il centro storico di Città del Messico e Xochimilco, il centro storico di Oaxaca e sito archeologico di Monte Albán, il centro storico di Puebla, la città pre-ispanica e parco nazionale di Palenque, la città pre-ispanica di Teotihuacan e Sian Ka'an, durante l'undicesima sessione del comitato del patrimonio mondiale. Gli altri siti furono aggiunti nel 1988 (due), 1991, 1992, 1993 (tre), 1994, 1996 (due), 1997, 1998 (due), 1999 (due), 2002, 2003, 2004, 2005, 2006, 2007, 2008 (due), 2010 (due), 2013, 2015, 2016, 2018 e 2025. Ventotto siti sono considerati culturali, secondo i criteri di selezione, sei naturali e due misti. Un sito, le Isole e aree protette del Golfo di California, è stato iscritto nella Lista dei patrimoni dell'umanità in pericolo dalla XLIII sessione del Comitato per il patrimonio dell'umanità, il 3 luglio 2019, a causa della preoccupazione per l'imminente estinzione della vaquita, una focena endemica nel Golfo di California.

## Siti del Patrimonio mondiale
| Foto | Sito                                                                                    | Luogo | Tipo                                | Anno      | Descrizione |
| ---- | --------------------------------------------------------------------------------------- | --- | ----------------------------------- | --------- | --- |
|      | Sian Ka'an                                                                              | Felipe Carrillo Puerto, Tulum | Naturale (410; vii, x)              | 1987      | Nella lingua dei popoli Maya che un tempo abitavano questa regione, Sian Ka'an significa "Origine del cielo". Situata sulla costa orientale della penisola dello Yucatán, questa riserva della biosfera contiene foreste tropicali, mangrovie e paludi, oltre a un'ampia sezione marina intersecata da una barriera corallina. Fornisce un habitat per una flora e una fauna straordinariamente ricche che comprendono più di 300 specie di uccelli, oltre a un gran numero di vertebrati terrestri caratteristici della regione, che convivono nel variegato ambiente formato dal suo complesso sistema idrologico. |
|      | Città pre-ispanica e parco nazionale di Palenque                                        | Palenque | Culturale (411; i, ii, iii, iv)     | 1987      | Primo esempio di santuario Maya del periodo classico, Palenque raggiunse il suo apice tra il 500 e il 700 d.C., quando la sua influenza si estese a tutto il bacino del fiume Usumacinta. L'eleganza e la maestria degli edifici, così come la leggerezza dei rilievi scolpiti con i loro temi mitologici Maya, attestano il genio creativo di questa civiltà. |
|      | Centro storico di Città del Messico e Xochimilco                                        | Delegazione Cuauhtémoc, Delegazione Venustiano Carranza, Xochimilco | Culturale (412; ii, iii, iv, v)     | 1987      | Costruita nel XVI secolo dagli spagnoli sulle rovine di Tenochtitlan, l'antica capitale azteca, Città del Messico è oggi una delle città più grandi e densamente popolate del mondo. Ha cinque templi aztechi, le cui rovine sono state identificate, una cattedrale (la più grande del continente) e alcuni begli edifici pubblici del XIX e XX secolo come il Palacio de Bellas Artes. Xochimilco si trova 28 km a sud di Città del Messico. Con la sua rete di canali e isole artificiali, testimonia gli sforzi del popolo azteco per costruire un centro abitato in mezzo a un ambiente sfavorevole. Le sue caratteristiche strutture urbane e rurali, costruite a partire dal XVI secolo e durante il periodo coloniale; sono stati conservati in modo eccezionale. |
|      | Città pre-ispanica di Teotihuacan                                                       | San Juan Teotihuacan, San Martín de las Pirámides | Culturale (414; i, ii, iii, iv, vi) | 1987      | La città santa di Teotihuacan ("il luogo in cui furono creati gli dei") si trova a circa 50 km a nord-est di Città del Messico. Costruita tra il I e il VII secolo d.C., si caratterizza per la vastità dei suoi monumenti, in particolare il Tempio di Quetzalcoatl e le Piramidi del Sole e della Luna, strutturate secondo principi geometrici e simbolici. Essendo uno dei centri più potenti della Mesoamerica, Teotihuacan ha esteso la sua influenza culturale e artistica in tutta la regione e anche oltre. |
|      | Centro storico di Oaxaca e sito archeologico di Monte Albán                             | Cuilapan de Guerrero, Oaxaca de Juárez, Santa Cruz Xoxocotlán | Culturale (415; i, ii, iii, iv)     | 1987      | Abitato per un periodo di 1500 anni da una successione di popoli – Olmechi, Zapotechi e Mixtechi – i terrazzamenti, le dighe, i canali, le piramidi e i tumuli artificiali del Monte Albán sono stati letteralmente scolpiti nella montagna e sono i simboli di una topografia sacra. La vicina città di Oaxaca, costruita su uno schema a griglia, è un buon esempio di urbanistica coloniale spagnola. La solidità e il volume degli edifici della città dimostrano che sono stati adattati alla regione soggetta a terremoti in cui sono stati costruiti questi gioielli architettonici. |
|      | Centro storico di Puebla                                                                | Puebla de Zaragoza, San Andrés Cholula, San Pedro Cholula | Culturale (416; ii, iv)             | 1987      | Puebla, fondata ex nihilo nel 1531, si trova ai piedi del vulcano Popocatépetl. Ha conservato le sue grandi strutture religiose come la cattedrale del XVI-XVII secolo e bei palazzi come l'antico palazzo arcivescovile, oltre a una miriade di case con pareti rivestite di piastrelle (azulejos). I nuovi concetti estetici risultanti dalla fusione di stili europei e americani sono stati adottati localmente e sono peculiari del quartiere barocco di Puebla. |
|      | Città storica di Guanajuato e miniere adiacenti                                         | Guanajuato | Culturale (482; i, ii, iv, vi)      | 1988      | Fondata dagli spagnoli all'inizio del XVI secolo, Guanajuato divenne nel XVIII secolo il principale centro di estrazione dell'argento al mondo. Questo passato può essere visto nelle sue "vie sotterranee" e nella "Boca del Inferno", un pozzo minerario che precipita per 600 m mozzafiato. I bei palazzi barocchi e neoclassici della città, derivanti dalla prosperità delle miniere, hanno influenzato gli edifici di tutto il Messico centrale. Le chiese di La Compañía e La Valenciana sono considerate tra i più begli esempi di architettura barocca dell'America centrale e meridionale. |
|      | Città pre-ispanica di Chichén Itzá                                                      | Tinúm | Culturale (483; i, ii, iii)         | 1988      | Questo luogo sacro era uno dei più grandi centri Maya della penisola dello Yucatán. Nel corso dei suoi quasi 1000 anni di storia, diversi popoli hanno lasciato il segno nella città. La visione Maya e Tolteca del mondo e dell'universo si rivela nei loro monumenti in pietra e nelle loro opere artistiche. La fusione delle tecniche costruttive Maya con i nuovi elementi del Messico centrale fanno di Chichén Itzá uno degli esempi più importanti della civiltà Maya-Tolteca nello Yucatán. Sono sopravvissuti diversi edifici, come il Tempio dei Guerrieri, El Castillo e l'osservatorio circolare noto come El Caracol. |
|      | Centro storico di Morelia                                                               | Morelia | Culturale (585; ii, iv, vi)         | 1991      | Costruita nel XVI secolo, Morelia è un eccezionale esempio di urbanistica che combina le idee del Rinascimento spagnolo con l'esperienza mesoamericana. Ben adattato alle pendici del sito collinare, le sue strade seguono ancora il tracciato originario. Più di 200 edifici storici, tutti nella caratteristica pietra rosa della regione, riflettono la storia architettonica della città, rivelando una miscela magistrale ed eclettica dello spirito medievale con elementi rinascimentali, barocchi e neoclassici. Morelia ha dato i natali a diverse personalità importanti del Messico indipendente e ha svolto un ruolo importante nella storia del paese. |
|      | El Tajín, città pre-ispanica                                                            | Papantla | Culturale (631; iii, iv)            | 1992      | El Tajín fu al suo apice dall'inizio del IX all'inizio del XIII secolo. Divenne il centro più importante della Mesoamerica nord-orientale dopo la caduta dell'Impero di Teotihuacan. La sua influenza culturale si estese lungo tutto il Golfo e penetrò nella regione Maya e negli altipiani del Messico centrale. La sua architettura, unica in Mesoamerica, è caratterizzata da elaborati rilievi scolpiti sulle colonne e sul fregio. La Piramide delle nicchie, capolavoro dell'antica architettura messicana e americana, rivela il significato astronomico e simbolico degli edifici. El Tajín è sopravvissuto come un eccezionale esempio della grandezza e dell'importanza delle culture preispaniche del Messico. |
|      | Santuario delle balene di El Vizcaíno                                                   | Mulegé | Naturale (554; x)                   | 1993      | Situato nella parte centrale della penisola della Bassa California, il santuario racchiude alcuni ecosistemi di eccezionale interesse. Le lagune costiere di Ojo de Liebre e San Ignacio sono importanti siti di riproduzione e svernamento per la balena grigia, la foca comune, l'otaria della California, l'elefante marino settentrionale e la balenottera azzurra. Le lagune ospitano anche quattro specie di tartarughe marine in via di estinzione. |
|      | Centro storico di Zacatecas                                                             | Zacatecas | Culturale (676; ii, iv)             | 1993      | Fondata nel 1546 dopo la scoperta di un ricco filone d'argento, Zacatecas raggiunse l'apice della sua prosperità nei secoli XVI e XVII. Costruita sui ripidi pendii di una stretta vallata, la cittadina gode di panorami mozzafiato e sono numerosi gli antichi edifici, sia religiosi che civili. La cattedrale, costruita tra il 1730 e il 1760, domina il centro della città. Si distingue per il suo disegno armonioso e la profusione barocca delle sue facciate, dove elementi decorativi europei e indigeni si trovano fianco a fianco. |
|      | Dipinti rupestri della Sierra de San Francisco                                          | Mulegé | Culturale (714; i, iii)             | 1993      | Dal 100 a.C. fino al 1300 d.C. la Sierra de San Francisco (nella riserva di El Vizcaíno, in Bassa California) ospitava un popolo oggi scomparso ma che ha lasciato una delle più importanti collezioni di pitture rupestri del mondo. Sono straordinariamente ben conservate a causa del clima secco e dell'inaccessibilità del sito. Mostrando figure umane e molte specie animali e illustrando il rapporto tra gli esseri umani e il loro ambiente, i dipinti rivelano una cultura altamente sofisticata. La loro composizione e dimensione, così come la precisione dei contorni e la varietà dei colori, ma soprattutto il numero dei siti, ne fanno un'impressionante testimonianza di una tradizione artistica unica. |
|      | Primi monasteri del XVI secolo sulle pendici del Popocatépetl                           | Atlatlauhcan, Calpan, Cuernavaca, Huexotzingo, Hueyapan, Ocuituco, Tepoztlán, Tetela del Volcán, Tlaxcala de Xicohténcatl, Tlayacapan, Tochimilco, Totolapan, Yautepec, Yecapixtla, Zacualpan de Amilpas | Culturale (702; ii, iv)             | 1994-2021 | I primi monasteri del XVI secolo sulle pendici del Popocatépetl sono un sito seriale con 15 componenti situate negli stati di Morelos, Puebla e Tlaxcala, costruite come parte dell'evangelizzazione e della colonizzazione dei territori settentrionali del Messico. Sono in ottimo stato di conservazione e sono buoni esempi dello stile architettonico adottato dai primi missionari – francescani, domenicani e agostiniani – che convertirono le popolazioni indigene al cristianesimo all'inizio del XVI secolo. Rappresentano inoltre un esempio di una nuova concezione architettonica in cui gli spazi aperti, tra cui ampi atri e cappelle in posa, rivestono un'importanza rinnovata. L'influenza di questo stile si fa sentire in tutto il territorio messicano e anche oltre i suoi confini. |
|      | Città pre-ispanica di Uxmal                                                             | Muna, Santa Elena | Culturale (791; i, ii, iii)         | 1996      | La città maya di Uxmal, nello Yucatán, fu fondata intorno al 700 d.C. e contava circa 25 000 abitanti. La disposizione degli edifici, databili tra il 700 e il 1000, rivela una conoscenza dell'astronomia. La Piramide dell'indovino, come la chiamavano gli spagnoli, domina il centro cerimoniale, che presenta edifici ben progettati decorati con una profusione di motivi simbolici e sculture raffiguranti Chaac, il dio della pioggia. I siti cerimoniali di Uxmal, Kabah, Labna e Sayil sono considerati i punti più alti dell'arte e dell'architettura maya. |
|      | Zona dei monumenti storici di Querétaro                                                 | Santiago de Querétaro | Culturale (792; ii, iv)             | 1996      | L'antica città coloniale di Querétaro è insolita per aver conservato la pianta geometrica delle strade dei conquistatori spagnoli accanto ai vicoli tortuosi dei quartieri indiani. Gli Otomi, i Tarasco, i Chichimeca e gli spagnoli convivevano pacificamente nella città, che si distingue per i numerosi monumenti barocchi civili e religiosi decorati della sua età d'oro nei secoli XVII e XVIII. |
|      | Hospicio Cabañas, Guadalajara                                                           | Guadalajara | Culturale (815; i, ii, iii, iv)     | 1997      | L'Hospicio Cabañas è stato costruito all'inizio del XIX secolo per fornire assistenza e ricovero a persone svantaggiate: orfani, anziani, portatori di handicap e invalidi cronici. Questo straordinario complesso, che incorpora diverse caratteristiche insolite progettate specificamente per soddisfare le esigenze dei suoi occupanti, era unico per l'epoca. Si distingue anche per il rapporto armonioso tra gli spazi aperti e costruiti, la semplicità del suo design e le sue dimensioni. All'inizio del XX secolo, la cappella fu decorata con una superba serie di murales, oggi considerati alcuni dei capolavori dell'arte messicana: sono opera di José Clemente Orozco, uno dei più grandi muralisti messicani dell'epoca. |
|      | Zona archeologica di Paquimé, Casas Grandes                                             | Casas Grandes | Culturale (560; iii, iv)            | 1998      | Paquimé, Casas Grandes, che raggiunse il suo apogeo nel XIV e XV secolo, svolse un ruolo chiave nei contatti commerciali e culturali tra la cultura Pueblo degli Stati Uniti sudoccidentali e del nord del Messico e le civiltà più avanzate della Mesoamerica. Gli estesi resti, di cui solo una parte è stata scavata, sono una chiara testimonianza della vitalità di una cultura perfettamente adattata al suo ambiente fisico ed economico, ma che improvvisamente svanì al tempo della conquista spagnola. |
|      | Zona dei monumenti storici di Tlacotalpan                                               | Tlacotalpan | Culturale (862; ii, iv)             | 1998      | Tlacotalpan, un porto fluviale coloniale spagnolo sulla costa del Golfo del Messico, fu fondato a metà del XVI secolo. Ha conservato in misura notevole il suo tessuto urbano originario, con strade larghe, case colonnate in una profusione di stili e colori, e molti alberi secolari negli spazi aperti pubblici e nei giardini privati. |
|      | Città fortificata storica di Campeche                                                   | San Francisco de Campeche | Culturale (895; ii, iv)             | 1999      | Campeche è un tipico esempio di città portuale del periodo coloniale spagnolo nel Nuovo Mondo. Il centro storico ha mantenuto le sue mura esterne e il sistema di fortificazioni, progettato per difendere questo porto caraibico dagli attacchi dal mare. |
|      | Zona dei monumenti archeologici di Xochicalco                                           | Miacatlán, Temixco | Culturale (939; iii, iv)            | 1999      | Xochicalco è un esempio eccezionalmente ben conservato di centro politico, religioso e commerciale fortificato del periodo travagliato tra il 650 e il 900 che seguì la disgregazione dei grandi stati mesoamericani come Teotihuacan, Monte Albán, Palenque e Tikal. |
|      | Antica città maya e foreste tropicali protette di Calakmul, Campeche                    | Calakmul | Misto (1061; i, ii, iii, iv, ix, x) | 2002-2014 | Il sito comprende i resti dell'importante città maya di Calakmul, immersa nella foresta tropicale delle Tierras Bajas. La città ha svolto un ruolo chiave nella storia di questa regione per più di dodici secoli ed è caratterizzata da strutture ben conservate che forniscono un'immagine vivida della vita in un'antica capitale Maya. Il sito rientra anche nel punto caldo di biodiversità della Mesoamerica, il terzo più grande al mondo, che comprende tutti gli ecosistemi subtropicali e tropicali dal Messico centrale al Canale di Panama. |
|      | Missioni francescane nella Sierra Gorda di Querétaro                                    | Arroyo Seco, Jalpan de Serra, Landa de Matamoros | Culturale (1079; ii, iii)           | 2003      | Le cinque missioni francescane della Sierra Gorda furono costruite durante l'ultima fase della conversione al Cristianesimo dell'interno del Messico a metà del XVIII secolo e divennero un importante riferimento per la continuazione dell'evangelizzazione della California, dell'Arizona e del Texas. Le facciate della chiesa riccamente decorate sono di particolare interesse in quanto rappresentano un esempio degli sforzi creativi congiunti dei missionari e degli indios. Gli insediamenti rurali sorti intorno alle missioni hanno conservato il loro carattere vernacolare. |
|      | Casa-studio di Luis Barragán                                                            | Delegazione Miguel Hidalgo | Culturale (1136; i, ii)             | 2004      | Costruita nel 1948, la Casa e Studio dell'architetto Luis Barragán nei sobborghi di Città del Messico rappresenta un eccezionale esempio del lavoro creativo dell'architetto nel secondo dopoguerra. L'edificio in cemento, di complessivi 1 161 m², è composto da un piano terra e due piani superiori, oltre a un piccolo giardino privato. Il lavoro di Barragán ha integrato correnti ed elementi artistici e vernacolari moderni e tradizionali in una nuova sintesi, che è stata molto influente, soprattutto nella progettazione contemporanea di giardini, piazze e paesaggi. |
|      | Isole e aree protette del Golfo di California                                           | Bassa California, Bassa California del Sud, Nayarit, Sinaloa, Sonora | Naturale (1182; vii, ix, x)         | 2005      | Il sito comprende 244 isole, isolotti e aree costiere che si trovano nel Golfo di California. Il Mare di Cortez e le sue isole sono stati definiti un laboratorio naturale per le indagini sulla speciazione. Il sito è di straordinaria bellezza naturale in un ambiente spettacolare formato da isole frastagliate con alte scogliere e spiagge sabbiose, che contrastano con il brillante riflesso del deserto e le acque turchesi circostanti. Ospita 695 specie di piante vascolari, più che in qualsiasi altro sito marino e insulare della Lista del Patrimonio mondiale. Altrettanto eccezionale è il numero di specie ittiche: 891, di cui 90 endemiche. Il sito, inoltre, contiene il 39% del totale mondiale di specie di mammiferi marini e un terzo delle specie di cetacei marini del mondo. |
|      | Paesaggio di agave e antiche strutture industriali di Tequila                           | Amatitán, El Arenal, Magdalena, Tequila, Teuchitlán | Culturale (1209; ii, iv, v, vi)     | 2006      | Il sito di 34 658 ettari, tra le pendici del vulcano Tequila e la profonda valle del fiume Rio Grande, fa parte di un vasto paesaggio di agave blu, modellato dalla coltura della pianta utilizzata fin dal XVI secolo per produrre la tequila e per almeno 2000 anni per produrre bevande fermentate e stoffa. All'interno del paesaggio operano distillerie che riflettono la crescita del consumo internazionale di tequila nei secoli XIX e XX. Oggi la coltura dell'agave è vista come parte dell'identità nazionale. L'area racchiude un paesaggio vivo e lavorativo di campi di agave blu e gli insediamenti urbani di Tequila, El Arenal e Amatitán con grandi distillerie dove l'"ananas" dell'agave viene fermentato e distillato. Il sito è anche una testimonianza della cultura di Teuchitlán che ha modellato l'area di Tequila dal 200 al 900 d.C., in particolare attraverso la creazione di terrazzamenti per l'agricoltura, abitazioni, templi, tumuli cerimoniali e campi per giochi con la palla. |
|      | Campus centrale della Città Universitaria della Universidad Nacional Autónoma de Mexico | Delegazione Coyoacán | Culturale (1250; i, ii, iv)         | 2007      | L'insieme di edifici, impianti sportivi e spazi aperti del Campus centrale della Città Universitaria dell'Università nazionale autonoma del Messico (UNAM), è stato costruito dal 1949 al 1952 da più di 60 architetti, ingegneri e artisti coinvolti nel progetto. Di conseguenza, il campus costituisce un esempio unico del modernismo del XX secolo che integra urbanistica, architettura, ingegneria, progettazione del paesaggio e belle arti con riferimenti alle tradizioni locali, in particolare al passato preispanico del Messico. Il complesso incarna valori sociali e culturali di significato universale ed è una delle icone più significative della modernità in America Latina. |
|      | Città protetta di San Miguel e Santuario di Jesús Nazareno de Atotonilco                | San Miguel de Allende | Culturale (1274; ii, iv)            | 2008      | La città fortificata, fondata nel XVI secolo per proteggere il Cammino Reale dell'entroterra, raggiunse il suo apogeo nel XVIII secolo, quando molti dei suoi eccezionali edifici religiosi e civili furono costruiti nello stile del barocco messicano. Alcuni di questi edifici sono capolavori dello stile che si è evoluto nel passaggio dal barocco al neoclassico. Situato a 14 km dalla città, il Santuario dei Gesuiti, anch'esso risalente al XVIII secolo, è uno dei migliori esempi di arte e architettura barocca della Nuova Spagna. Consiste in una grande chiesa e diverse cappelle più piccole, tutte decorate con dipinti a olio di Rodriguez Juárez e pitture murali di Miguel Antonio Martínez de Pocasangre. A causa della sua posizione, San Miguel de Allende fungeva da crogiolo in cui spagnoli, creoli e amerindi si scambiavano influenze culturali mentre il Santuario di Jesús Nazareno de Atotonilco costituisce un esempio eccezionale dello scambio tra culture europee e latinoamericane. La sua architettura e la decorazione interna testimoniano l'influenza della dottrina di sant'Ignazio di Loyola. |
|      | Riserva della biosfera delle farfalle monarca                                           | Messico, Michoacán | Naturale (1290; vii)                | 2008      | La riserva della biosfera di 56 259 ettari si trova all'interno di aspre montagne boscose. Ogni autunno, milioni, forse un miliardo, di farfalle monarca provenienti da vaste aree del Nord America tornano nel sito e si raggruppano su piccole aree della riserva forestale, colorando i suoi alberi di arancione e piegando letteralmente i rami sotto il loro peso collettivo. In primavera, queste farfalle iniziano una migrazione di 8 mesi che le porta fino al Canada orientale e ritorno, durante il quale nascono e muoiono quattro generazioni successive. Il modo in cui trovano la strada per tornare al loro sito di svernamento rimane un mistero. |
|      | Camino Real de Tierra Adentro                                                           | 60 siti | Culturale (1351; ii, iv)            | 2010      | Il Camino Real de Tierra Adentro era la Strada reale dell'entroterra, conosciuta anche come la "Via dell'Argento". La proprietà iscritta è composta da 55 siti e cinque siti del Patrimonio mondiale esistenti che si trovano lungo una sezione di 1400 km di questo percorso di 2600 km, che si estende a nord da Città del Messico al Texas e al Nuovo Messico, negli Stati Uniti d'America. Il percorso è stato utilizzato attivamente come rotta commerciale per 300 anni, dalla metà del XVI al XIX secolo, principalmente per il trasporto dell'argento estratto dalle miniere di Zacatecas, Guanajuato e San Luis Potosí e del mercurio importato dall'Europa. Sebbene sia un percorso motivato e consolidato dall'industria mineraria, ha anche favorito la creazione di legami sociali, culturali e religiosi in particolare tra la cultura spagnola e quella amerindia. |
|      | Grotte preistoriche di Yagul e Mitla nella valle centrale di Oaxaca                     | San Pablo Villa de Mitla, Tlacolula de Matamoros | Culturale (1352; iii)               | 2010      | Questo sito si trova sulle pendici settentrionali della valle di Tlacolula nella parte centrale di quella di Oaxaca ed è costituita da due complessi archeologici preispanici e una serie di grotte preistoriche e rifugi rocciosi. Alcuni di questi rifugi forniscono prove archeologiche e di arte rupestre per il passaggio da cacciatori-raccoglitori nomadi ai primi agricoltori. I semi di Cucurbitaceae di diecimila anni in una grotta, Guilá Naquitz, sono considerati la prima prova conosciuta di piante domestiche nel continente, mentre i frammenti di pannocchia di mais dalla stessa grotta sarebbero la prima prova documentata dell'addomesticamento del mais. Il paesaggio culturale delle grotte preistoriche di Yagul e Mitla dimostra il legame tra uomo e natura che ha dato origine alla domesticazione delle piante in Nord America, permettendo così il sorgere delle civiltà mesoamericane. |
|      | Riserva della biosfera di El Pinacate e Gran Deserto di Altar                           | General Plutarco Elías Calles, Puerto Peñasco, San Luis Río Colorado | Naturale (1410; vii, viii, x)       | 2013      | Il sito di 714 566 ettari comprende due parti distinte: il dormiente vulcano a scudo del Pinacate con colate laviche nere e rosse sul fondo del deserto a est, e, a ovest, il Gran Desierto de Altar con le sue dune di sabbia in continua evoluzione che possono raggiungere un'altezza di 200 metri. Questo paesaggio di impressionanti contrasti presenta in particolare diversi tipi di dune, nonché diversi massicci granitici aridi, alcuni alti fino a 650 metri. Le dune emergono come isole dal mare di sabbia e ospitano comunità vegetali e faunistiche distinte, tra cui specie endemiche di pesci d'acqua dolce e l'Antilocapra americana sonoriensis. Alla spettacolare bellezza del sito contribuiscono anche dieci enormi crateri, profondi e quasi perfettamente circolari, che si ritiene siano stati formati da una combinazione di eruzioni e crolli, la cui eccezionale combinazione di caratteristiche è di grande interesse scientifico. |
|      | Sistema idraulico dell'acquedotto di Padre Tembleque                                    | Nopaltepec, Otumba, Zempoala | Culturale (1463; i, ii, iv)         | 2015      | Questo acquedotto del XVI secolo si trova tra gli stati del Messico e Hidalgo, sull'altopiano del Messico centrale. Questo sistema di canali storici comprende un bacino idrografico, sorgenti, canali, serbatoi di distribuzione e ponti-acquedotto ad arcate. Il sito incorpora la galleria a livello singolo più alta mai costruita per un acquedotto. Iniziato dal frate francescano, Francisco de Tembleque, e costruito con il sostegno delle comunità indigene locali, questo sistema idraulico è un esempio dello scambio di influenze tra la tradizione europea dell'idraulica romana e le tradizionali tecniche costruttive mesoamericane, compreso l'uso di adobe. |
|      | Arcipelago di Revillagigedo                                                             | Manzanillo | Naturale (1510; vii, ix, x)         | 2016      | Situato nell'Oceano Pacifico orientale, questo arcipelago è composto da quattro isole remote e dalle loro acque circostanti: San Benedicto, Socorro, Roca Partida e Clarión. Questo arcipelago fa parte di una catena montuosa sommersa, con le quattro isole che rappresentano le cime dei vulcani che emergono dal livello del mare. Le isole forniscono un habitat fondamentale per una vasta gamma di fauna selvatica e sono di particolare importanza per gli uccelli marini. Le acque circostanti hanno una notevole abbondanza di grandi specie pelagiche, come mante, balene, delfini e squali. |
|      | Valle di Tehuacán-Cuicatlán: habitat originario della Mesoamerica                       | Oaxaca, Puebla | Misto (1534; iv, x)                 | 2018      | La valle di Tehuacán-Cuicatlán, parte della regione mesoamericana, è la zona arida o semi-arida con la più ricca biodiversità di tutto il Nord America. Composto da tre componenti, Zapotitlán-Cuicatlán, San Juan Raya e Purrón, è uno dei principali centri di diversificazione per la famiglia dei cactus, che è in grave pericolo di estinzione in tutto il mondo. La valle ospita le più fitte foreste di cactus colonnari del mondo, dando forma a un paesaggio unico che comprende anche agavi, yucche e querce. I resti archeologici dimostrano gli sviluppi tecnologici e il primo addomesticamento delle colture. La valle presenta un eccezionale sistema di gestione delle acque con canali, pozzi, acquedotti e dighe, il più antico del continente, che ha permesso la nascita di insediamenti agricoli. |
|      | Cammino Wixárika attraverso i siti sacri fino a Wirikuta (Tatehuarí Huajuyé)            | Durango, Jalisco, Nayarit, San Luis Potosí, Zacatecas | Culturale (1704; iii, vi)           | 2025      | Il Cammino Huichol è un patrimonio seriale di 20 siti che si estende per oltre 500 km attraverso cinque stati del Messico centro-settentrionale. Questa "treccia di sentieri" collega paesaggi sacri centrali per le pratiche spirituali e culturali dei popoli indigeni Wixárika. Partendo dalla Sierra Huichol, il cammino conduce a Wirikuta nel deserto di Chihuahua, con ulteriori siti sacri a Nayarit e Durango. Attraversando diverse regioni ecologiche, l'itinerario supporta rituali legati alle divinità ancestrali, all'agricoltura e al benessere della comunità. Conosciuta come Tatehuarí Huajuyé o "Sentiero del Fuoco di Nostro Padre Antenato", incarna un profondo significato spirituale e ambientale. |

## Siti candidati
| Foto | Sito                                                                   | Luogo                                                       | Tipo                                           | Anno       | Descrizione |
| ---- | ---------------------------------------------------------------------- | ----------------------------------------------------------- | ---------------------------------------------- | ---------- | --- |
|      | Boschi, collina e castello di Chapultepec                              | Delegazione Miguel Hidalgo                                  | Culturale (1273; i, iii, iv, vi)               | 20/11/2001 | Con una superficie di quasi 600 ettari, il bosco di Chapultepec costituisce una delle riserve naturali più importanti di Città del Messico. La collina di Chapultepec è una formazione geologica di roccia vulcanica dai ripidi pendii e dalla sua sommità è possibile godere della vista dell'intera Valle del Messico. Questa formazione naturale, il cui nome significa "collina delle cavallette" in lingua nahuatl, ha avuto un rapporto importante con i messicani sin dal XII secolo, quando divenne il loro luogo mitico e sacro, e fu coronata da un altare. Il castello di Chapultepec si trova sulla parte più alta della collina; si tratta di un edificio neoclassico che è stato ampliato e ristrutturato fin dalla sua costruzione come residenza estiva dei viceré. |
|      | Città storica di Álamos                                                | Álamos                                                      | Culturale (1541; iv, vi)                       | 20/11/2001 | Questa città mineraria fu fondata nella seconda metà del XVII secolo, ed era originariamente chiamata Real de la Limpia Concepción o Real de los Frailes dai suoi fondatori spagnoli. Strutturata seguendo la topografia del terreno, le sue strade e vicoli tortuosi creano viste interessanti e attraenti da diverse angolazioni che completano l'architettura unica della città. Ci sono due piazze nel centro della città: la Plaza de Armas, o piazza principale, che è un grande spazio aperto con giardini e alberi, e che è circondata dagli edifici più caratteristici della città, e l'Alameda. |
|      | Chiesa di Santa Prisca e i suoi dintorni                               | Taxco de Alarcón                                            | Culturale (1543; i, iv, vi)                    | 20/11/2001 | La chiesa di Santa Prisca, con le sue torri costruite in pietra rosa e la sua cupola rivestita di maioliche policrome, è visibile da ogni punto della città. La sua costruzione durò solo sette anni, dal 1751 al 1758, un tempo record per il XVIII secolo. Il suo grande valore artistico risiede nella totale unità raggiunta tra il tutto e ciascuna delle sue parti, che vanno da mobili, strutture, sculture, dipinti e ornamenti, fino al più piccolo dettaglio. La sua unica navata cruciforme è molto stretta a causa del luogo ristretto in cui è stata eretta. Diversi edifici coevi furono eretti nell'area immediatamente circostante la chiesa. |
|      | Città pre-ispanica di Cantona                                          | Tepeyahualco                                                | Culturale (1586; iii, iv)                      | 20/11/2001 | Cantona era una grande città fortificata, costruita intorno all'anno 50 d.C. su una "terra cattiva", un affioramento basaltico pleistocenico. Per alcune sue caratteristiche, Cantona è unica nel suo genere: ad esempio, nei suoi edifici non è stata utilizzata malta o cemento e dispone di una sofisticata rete stradale, in cui le strade sono state tracciate o scavate nella roccia vulcanica. Gli abitanti di Cantona vivevano in quasi 8000 unità abitative circondate da mura. La città ha un grande centro pubblico-religioso di quasi 90 ettari, insieme a centri minori sparsi, come dei quartieri. |
|      | Grande città di Chicomoztoc-La Quemada                                 | Villanueva                                                  | Culturale (1588; i, iv)                        | 20/11/2001 | Costruito tra il 400 e il 900 d.C., questo centro cerimoniale fu fortificato mediante murature in muratura di ardesia. Resti di edifici di varie dimensioni coronano 50 ampi terrazzamenti su cinque livelli. La Sala delle Colonne si trova al primo livello, che è anche quello maggiormente esplorato. La Corte per i giochi con la palla è lunga 70 metri ed è quindi una delle più lunghe del nord del Messico. La Piramide Votiva, alta 12 metri, è la struttura più nota del sito. Le sue due grandi scalinate conducono dal primo al secondo livello, da dove sono state costruite le maggiori terrazze del centro cerimoniale che coprono l'intera collina di La Quemada, fino al limite settentrionale della città, dove c'è un grande muro che circonda anche l'osservatorio del centro cerimoniale. |
|      | Città storica di San Sebastián del Oeste                               | San Sebastián del Oeste                                     | Misto (1590; iii, iv, v, ix, x)                | 20/11/2001 | San Sebastián del Oeste era uno dei principali centri minerari della Nuova Spagna durante il periodo coloniale. Nel 1785 vi erano state stabilite dieci hacienda per la produzione dell'oro e dell'argento e quasi 30 miniere. La produttività di San Sebastián fu arrestata dalla rivoluzione militare del 1910 e, poco dopo, le società straniere incaricate dei lavori minerari si trasferirono in altre zone. L'ultima miniera fu abbandonata nel 1921 e San Sebastián cadde nel completo oblio. Al giorno d'oggi, le sue principali attività economiche riguardano l'agricoltura, l'allevamento, l'aumento del turismo e, in misura minore, la silvicoltura. |
|      | Museo della casa-studio di Diego Rivera e Frida Kahlo                  | Delegazione Álvaro Obregón                                  | Culturale (1599; i, iv, vi)                    | 20/11/2001 | Questo sito comprende tre edifici: due case-studio e un laboratorio fotografico, tutti e tre progettati e costruiti dal famoso artista e architetto messicano Juan O'Gorman (1905-1982) rispettivamente per Diego Rivera, Frida Kahlo e Guillermo Kahlo. La costruzione ebbe luogo tra il 1931 e il 1932 e la coppia di artisti vi abitò fino al 1934. La tecnica costruttiva si basava sull'uso del cemento armato, adattando il design alla funzione, principio base seguito da O'Gorman nella sua architettura. |
|      | Valle dei ceri                                                         | Ensenada                                                    | Naturale (1953)                                | 06/12/2004 | La Valle dei ceri appartiene alla fascia desertica dell'emisfero boreale e si trova nella parte centrale della penisola della Bassa California. Presenta ripide colline che appartengono alla Sierra San Borja e valli molto estese come quella di Montevideo. La valle dei ceri presenta un felice miscuglio di vegetazione: vi predominano le piante del deserto di Sonora, anche se è significativa la presenza di vegetazione tipica della provincia forestale della California. La Valle di Montevideo contiene diverse pitture rupestri dei cochimí e nel sud dell'area possiamo vedere la missione di San Francesco di Borja Adac, eretta prima dai Gesuiti nel 1762 e completata dai domenicani nel 1801. |
|      | Area di protezione della flora e della fauna di Cuatrociénegas         | Cuatrociénegas                                              | Naturale (1954)                                | 06/12/2004 | Il territorio di questa riserva si estende essenzialmente sulla parte bassa e pianeggiante della Valle di Cuatrociénegas, ad un'altitudine di circa 740 metri sul livello del mare; può però raggiungere i 2100 metri nella Sierra de la Madera situata nella parte nord-occidentale della riserva. Questa valle comprende canyon e vasti solchi, pianure alluvionali sature di sali, alcune basse colline e un'importante area di dune di gesso, unica nel suo genere in Messico. |
|      | Città storica La Reale delle undicimila vergini di Cosalá in Sinaloa   | Cosalá                                                      | Culturale (1958; ii, iv)                       | 06/12/2004 | Cosalá fu nominata Miniera Reale dalle autorità spagnole ed era anche un centro di scambio commerciale per il resto delle miniere situate nelle vicinanze. Vi si trovavano anche la sede della chiesa e le autorità militari, insieme alla Casa d'Assay. Nel corso degli anni la città divenne molto importante e nel 1826 divenne capitale dello Stato occidentale che comprendeva gli attuali stati di Sonora e Sinaloa in Messico e dell'Arizona negli Stati Uniti. Circondata da montagne, che sono parte integrante della sua immagine urbana, Cosalá ha tre aree chiaramente differenziate nella sua zona monumentale: il centro storico e i quartieri di La Canela e Llano de Carrera. |
|      | Regione Lacantún-Usumacinta                                            | Chiapas                                                     | Misto (1962)                                   | 06/12/2004 | La regione comprende il 45% delle aree naturali protette dello stato del Chiapas, tra cui: l'area di protezione della flora e della fauna di Naha, l'area di protezione della flora e della fauna di Metzabok, l'area di protezione della flora e della fauna di Chankin, il monumento naturale di Bonampak, il monumento naturale di Yaxchilan, la riserva della biosfera dei Montes Azules, la riserva della biosfera di Lacan-Tún e la riserva comunale La Cojolita. La regione di Lacantún, che fa parte della selva Lacandona, è considerata un'area eccezionale per la sua biodiversità. Due importanti siti della civiltà Maya testimoniano la dimensione culturale di questa zona: Bonampak e Yaxchilán. |
|      | Riserva della biosfera Banco Chinchorro                                | Othón P. Blanco                                             | Misto (1963; i, ii, iii, iv, vii, viii, ix, x) | 06/12/2004 | La riserva comprende formazioni coralline, una laguna corallina, tre isolotti rocciosi (isolotto Lobos, isolotto Centro e isolotto Norte) e acque oceaniche adiacenti. Comprende un'intera barriera corallina che costituisce un atollo. L'importanza archeologica e storica del Banco Chinchorro è dovuta all'esistenza di numerosi relitti sulla barriera corallina, sia sul margine orientale che occidentale. Dei 44 relitti individuati nell'area, 33 sono indicati su una planimetria basata su fonti bibliografiche: imbarcazioni di varie nazionalità, la cui età oscilla tra il XVI e il XX secolo. Banco Chinchorro è considerato un grande cimitero di navi in cui elementi culturali e naturali formano un insieme inscindibile. |
|      | Tecoaque                                                               | Calpulalpan                                                 | Culturale (1968; ii, iii, iv)                  | 06/12/2004 | L'insediamento è definito da una serie di livelli topografici che sono stati superati costruendo grandi piattaforme: su tre di essi è stato costruito il centro cerimoniale, mentre altri che si estendono per 30 ettari sono stati adibiti ad abitazione. Considerando la sua posizione geografica, Tecoaque era un punto importante nelle rotte commerciali e nella produzione agricola, che si riflette nei reperti archeologici che sono stati recuperati e che sono legati alla produzione e allo sfruttamento della pianta maguey: da qui si distribuiva nella regione il pulque, la bevanda sacra degli antichi messicani. Dal giugno 1520 al marzo 1521, questo insediamento ha svolto un ruolo molto importante durante il contatto con gli europei e la conquista di Tenochtitlan. Questo lo rende, ad oggi, l'unico sito archeologico nell'area centrale del Messico dove si trovano resti materiali e monumenti archeologici, testimonianze fisiche e materiali del contatto tra i conquistatori europei e i loro alleati indigeni. |
|      | Cuetzalan e il suo ambiente storico, culturale e naturale              | Cuetzalan del Progreso                                      | Misto (5077; iii, iv, v, viii, ix)             | 27/09/2006 | Da Yohualichan (la casa del mistero di notte), insediamento umano che raggiunse il suo massimo splendore nel periodo classico (600-900 d.C.) fino al suo sradicamento nelle colline del versante nord-orientale della catena montuosa di Puebla, Cuetzalan offre uno spettacolare mosaico che integra l'esuberante ricchezza vegetale semitropicale con le sue cascate e le sue fonti d'acqua. Mostra anche la sua complessa struttura geologica, il suo passato remoto e le sue tradizioni che si rievocano negli abiti, nelle celebrazioni e nei riti, sorprendendo e affascinando abitanti e forestieri. |
|      | Città storica di Izamal (Izamal, continuità maya in una città storica) | Izamal                                                      | Culturale (5394; iii, iv, vi)                  | 15/10/2008 | La città odierna di Izamal era un sito straordinario dell'antica civiltà Maya: i ricercatori hanno trovato circa 80 strutture pre-ispaniche all'interno della trama della città. Una delle piramidi più importanti è la Kinich Kakmó, che è la terza struttura preispanica di maggior volume in Messico e sono note almeno due strade di pietra, chiamate sacbéob, che la mettevano in comunicazione con altri importanti insediamenti. Izamal è stata chiamata "Città delle Tre Culture", in riferimento alla fusione architettonica e culturale delle società precolombiane, coloniali e moderne nelle sue case e negli spazi pubblici che hanno dato identità ai suoi abitanti. Izamal è stato un grande centro di pellegrinaggio religioso da tempi immemorabili; per i Maya di oggi, Izamal continua ad essere meta di pellegrinaggi per la loro devozione all'immagine dell'Immacolata Concezione di Maria. |
|      | Los Petenes-Ría Celestún                                               | Campeche, Yucatán                                           | Naturale (5396; ix, x)                         | 15/10/2008 | L'ecoregione di "Los Petenes-Ría Celestún" forma un corridoio costiero di zone umide in ottimo stato di conservazione. Questo sistema forma un'area biogeografica unica in Messico, di grande valore ecologico per la sua grande diversità faunistica e floristica. |
|      | Las Pozas, Xilitla                                                     | Xilitla                                                     | Culturale (5493; i, iii)                       | 30/11/2009 | L'area è definita da un giardino tropicale naturale che nel tempo ha gradualmente perso la sua funzione originaria. È una foresta montana mesofila formata da flamboyant o "alberi di fuoco", mocoques o "alberi pennelli da barba" e palos de rosa o alberi di palissandro. Dal 1944 al 1960 questo è stato il sito in cui Edward James e Plutarco Gastélum Esquer, suo amico e amministratore, hanno scelto di assemblare centinaia di gabbie per uccelli e recinti per animali senza alcuna pianificazione previa. Inoltre, James vi collocò la sua enorme collezione di orchidee, canalizzando l'acqua del torrente Las Pozas per formare bacini che gli permettessero di godersi il corso d'acqua tra dighe e pozze. Successivamente, tra il 1960 e il 1984, lo stesso Edward James, seguendo un progetto di natura surrealista, realizzò un gran numero di abitazioni, oltre alle enormi strutture in cemento assemblate che punteggiano il paesaggio.                                                                                    |
|      | Arco del Tiempo del Río La Venta                                       | Cintalapa de Figueroa, Jiquipilas, Ocozocoautla de Espinosa | Misto (5567; iii, vii, viii, x)                | 06/10/2010 | Il sito chiamato Arco del Tiempo del Río La Venta ("Arco del Tempo del fiume La Venta"), si trova su un'area di formazioni geologiche di oltre 87 mila anni, con morfologie carsiche predominanti, a causa della dissoluzione del calcare. Una parte del fiume La Venta è costeggiata da alti dirupi, formando un canyon con pareti calcaree che raggiungono altezze superiori ai 500 metri. Questo canyon ha una lunghezza di 84 km e nelle sue pareti si sono formate molte grotte naturali. L'insieme è un sistema carsico, che sommato a fattori tettonici, ha dato origine a depressioni fisicamente osservabili quali voragini, solchi, doline e caverne. |
|      | Sito archeologico di Las Labradas, Sinaloa                             | San Ignacio                                                 | Culturale (5785; iii, iv, v)                   | 07/12/2012 | Las Labradas è un sito archeologico di grande densità di petroglifi in un ambiente particolarmente caratteristico: una spiaggia di fronte al mare aperto. Tali condizioni gli conferiscono caratteristiche uniche e singolari, considerato il fatto che nessun altro sito è stato segnalato fino ad oggi con tale particolarità. |
|      | Anello di cenote del cratere di Chicxulub, Yucatán                     | Yucatán                                                     | Naturale (5784; viii)                          | 11/12/2012 | Il cratere da impatto di Chicxulub, è una formazione geomorfologica risalente alla fine del Mesozoico, precisamente alla fine del Cretaceo ai limiti con il Terziario, che fu prodotta dall'impatto di un meteorite. A causa della formazione di questo cratere da impatto, si è formato l'anello dei cenote, marcando fortemente la geomorfologia carsica del nord dello Yucatán e creando la base per il funzionamento delle caratteristiche geoidrologiche della penisola. |